# Ptychoptera clitellaria
Ptychoptera clitellaria är en tvåvingeart som beskrevs av Alexander 1935. Ptychoptera clitellaria ingår i släktet Ptychoptera och familjen glansmyggor. Inga underarter finns listade i Catalogue of Life.